# Iliazd
Iliazd, pseudonimo di Il'ja Zdanevič (Tbilisi, 21 aprile 1894 – Parigi, 25 dicembre 1975), è stato un artista sovietico georgiano.
Aderì al movimento del Futurismo. Il suo nome in georgiano è scritto ილია ზდანევიჩი, mentre in russo, lingua in cui si usa sempre il patronimico, è Илья Михайлович Зданевич (Il'ja Michajlovič Zdanevič).
Poeta, letterato, artista ed editore, direttore di libri d'arte moderna, Iliazd fu anche autore di sonetti, opere teatrali in linguaggio poetico astratto e romanzi. Le sue opere, pubblicate in poche copie, sono scritte in russo. 
I suoi scritti sono conservati nel dipartimento dei libri rari della Biblioteca nazionale di Francia a Parigi.

## Biografia

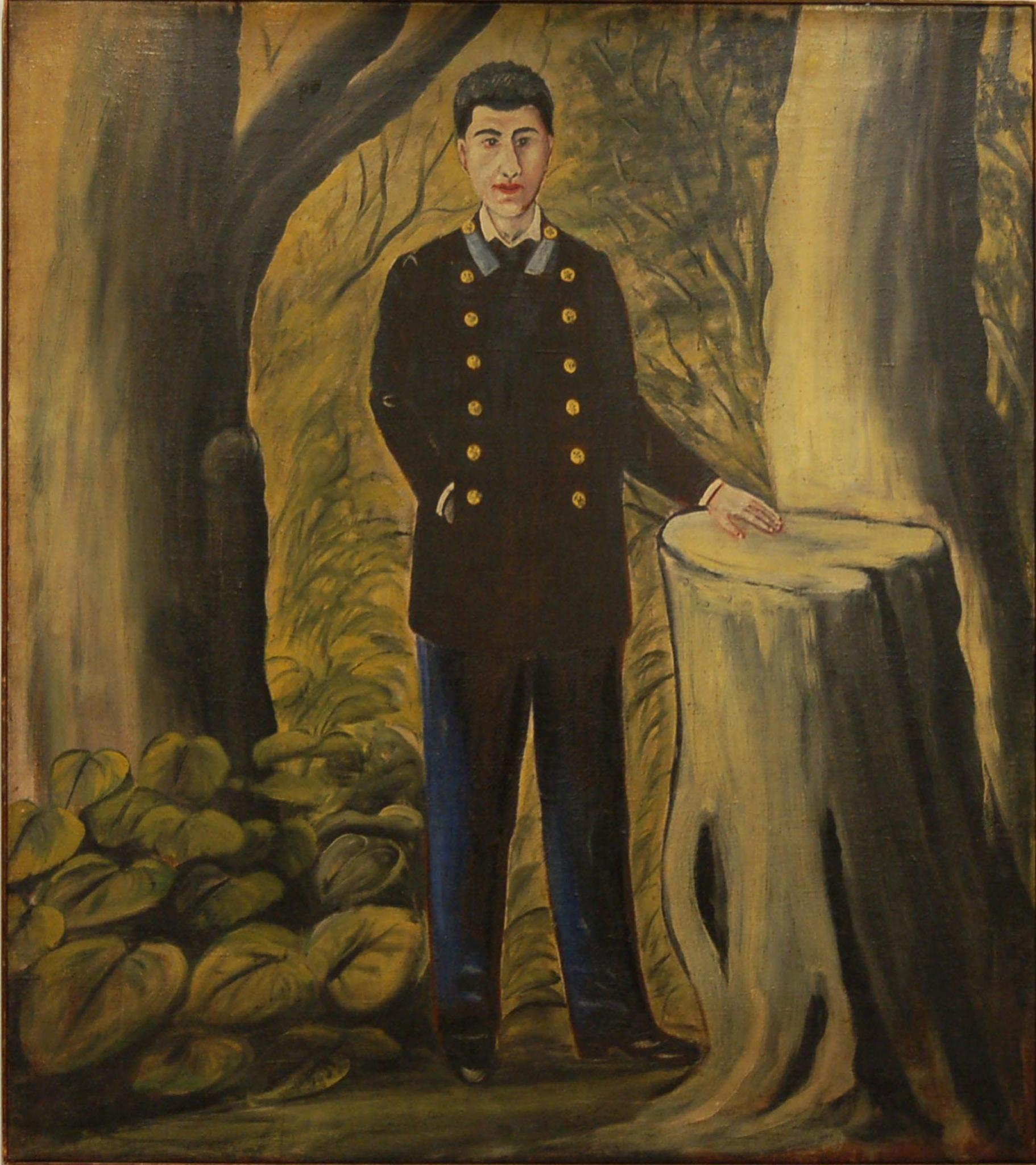
Iliazd ritratto da Niko Pirosmani

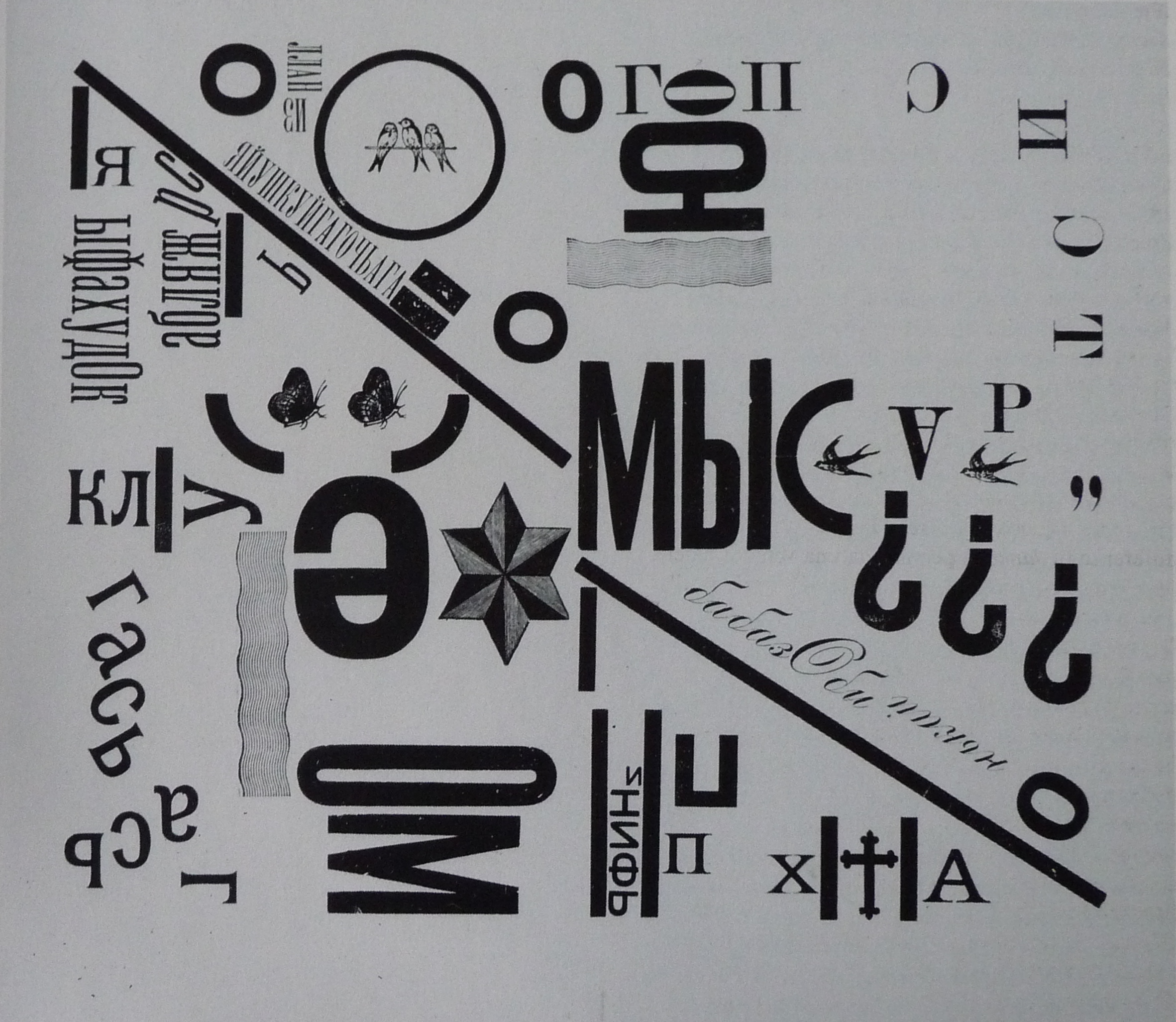
Opera grafica di Iliazd: Asel Naprakat (1919)

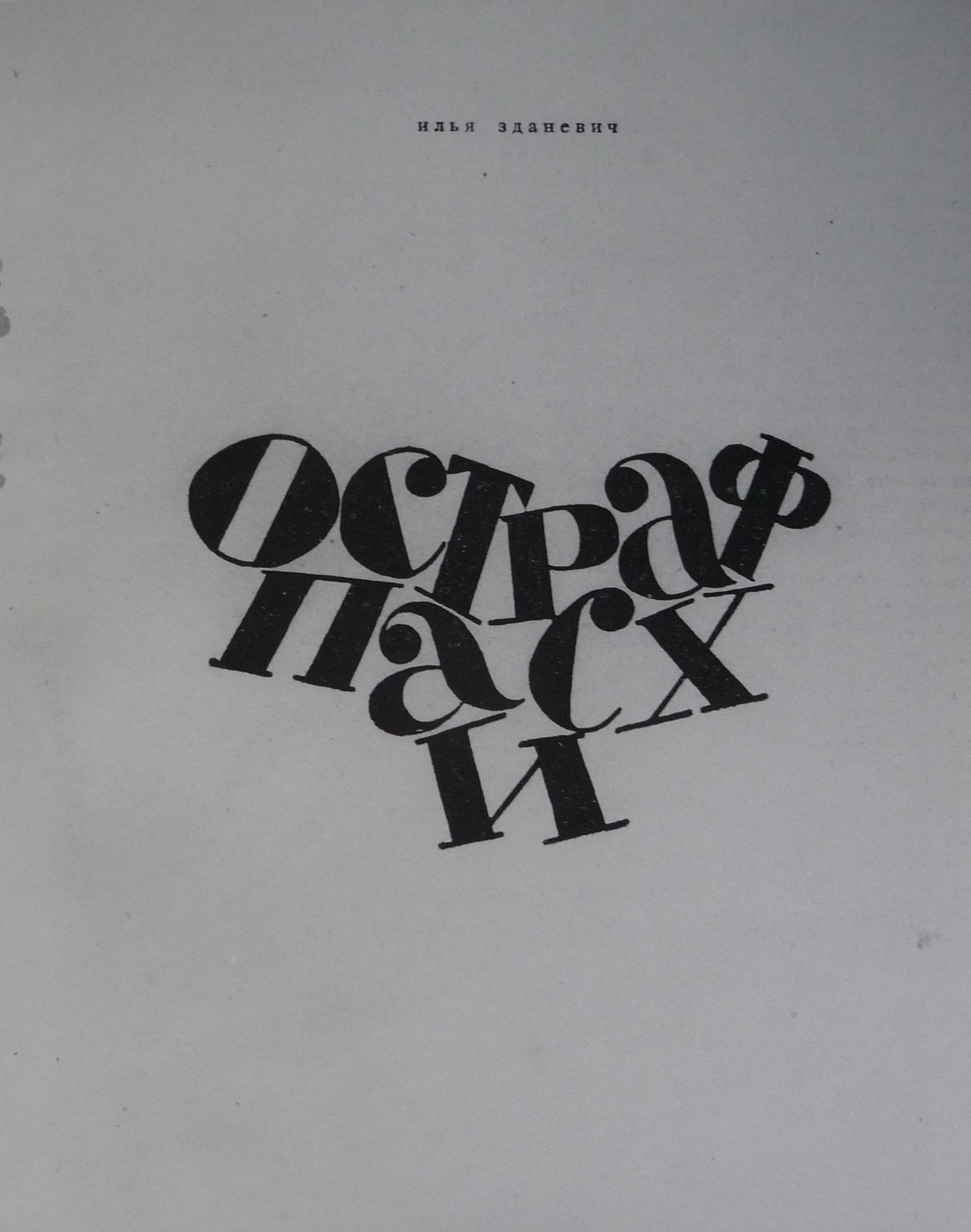
Opera grafica di Iliazd: Ostraf (1919)

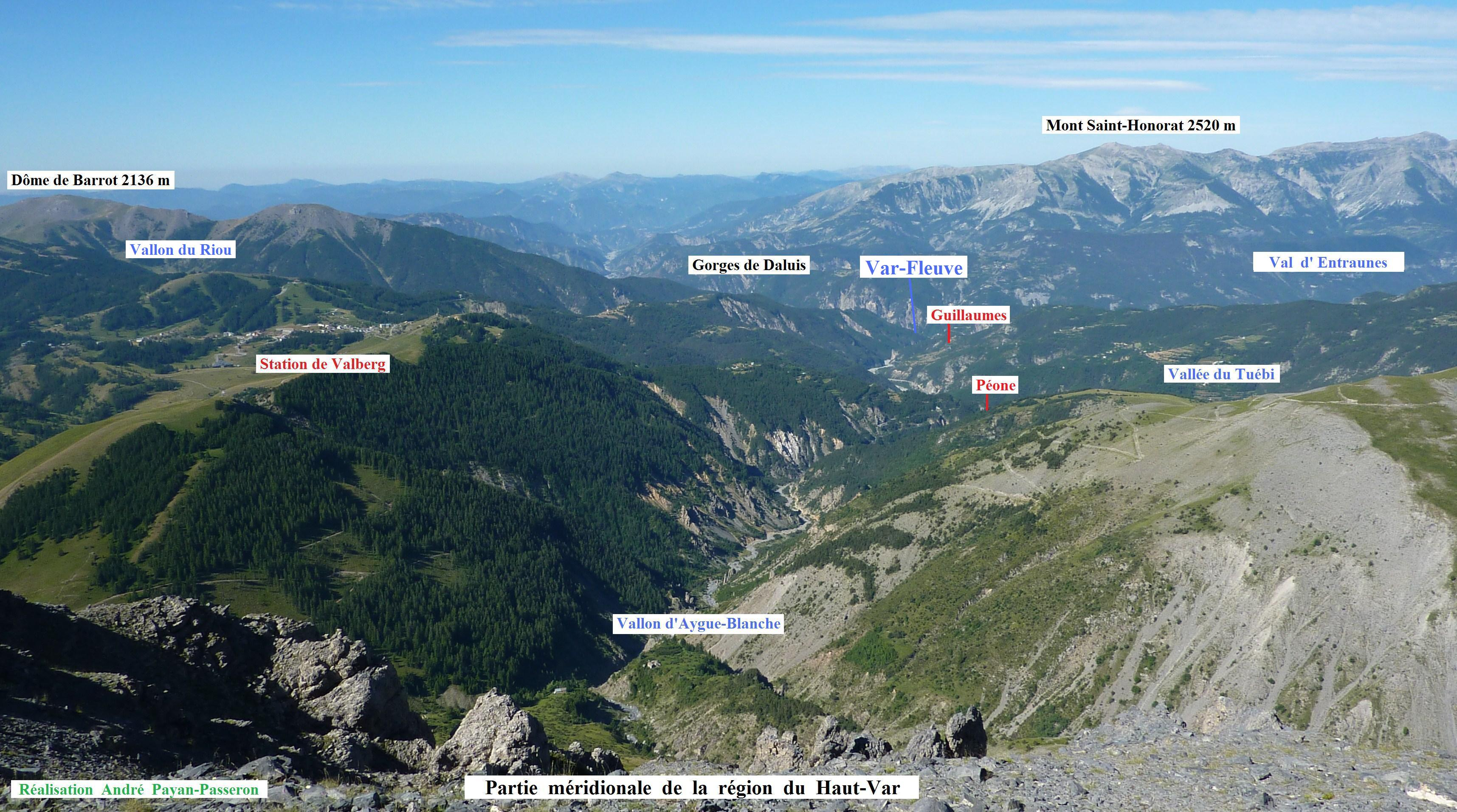
L'alta valle del Varo, ove Iliazd soggiornò perché gli ricordava i paesaggi montani della nativa Georgia

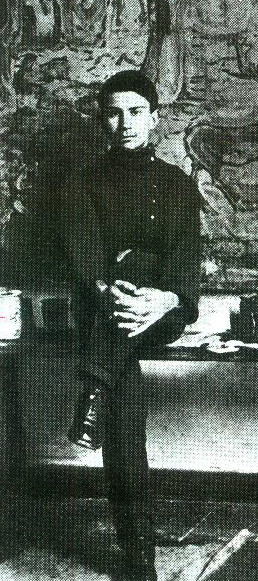
Il fratello di Iliazd, Kirill

Il'ja Zdanevič nacque a Tbilisi da padre polacco, Michał Zdaniewicz, che insegnava francese in un ginnasio, e da madre georgiana, Valentina Gamkrelidze, che era pianista e allieva di Čajkovskij. Anche suo fratello maggiore Kiril si dedicò all'arte, in particolare alla pittura.
Fin da giovanissimo mostrò passione per le arti, la musica, la geografia e la matematica. Nel 1911, quando era studente presso l'Università di Giurisprudenza di San Pietroburgo, frequentò i circoli d'avanguardia artistica ed aderì al Futurismo. Nel 1914 accolse il futurista italiano Marinetti, prima a Mosca e poi a Tbilisi.
Nel 1912, Zdanevič, il fratello Kirill e il pittore Mikhaïl Le Dentu, scoprrono il pittore naive georgiano Niko Pirosmani (detto il "Rousseau il doganiere georgiano ") e lo fecero conoscere attraverso una mostra allestita in casa Zdanevič.
Nel 1913 assunse lo pseudonimo di Eli Eganbjuri (in russo: Эли Эганбюри).
Nel 1917, dopo essersi laureato in giurisprudenza, Zdanevič lavorò brevemente come redattore alla Duma russa. Ritornato a Tbilisi, fondò con altri artisti il gruppo futurista dell'Università "Grado 41", una nuova scuola poetica che inaugurò lo stile zaum. All'interno di "Grado 41" creò le Éditions du 41°, per le quali compose e realizzò diverse opere avveniristiche, imparando così il mestiere di stampatore. Nel 1919 assunse lo pseudonimo di Iliazd, composto dal suo nome e dalle prime due lettere del suo cognome.
Nel 1920, Iliazd lasciò la Georgia, allora indipendente, per Parigi dove arrivò nell'ottobre del 1921, dopo un anno trascorso a Istanbul in attesa del visto di espatrio. Rimase con Michel Larionov e Nathalie Goncharova, conosciuti a Mosca. Nella capitale francese conobbe e frequentò Pablo Picasso, Robert e Sonia Delaunay, Max Ernst, Paul Eluard, Louis Aragon, André Breton, Tristan Tzara e altri artisti dadaisti.
Dal 1922 al 1936, Il'ja lavorò nel settore dei tessuti e della moda, prima con Sonia Delaunay e poi dal 1927 al 1935 con Coco Chanel, che sarebbe stata la madrina di sua figlia. Creò per lei disegni di tessuti e gestì una delle sue fabbriche. Lavorò in questo ambiente fino al 1948.
Il 30 luglio 1949 fu arrestato e condannato a 15 anni a Vorkuta. Il 25 febbraio 1957 fu rilasciato, riabilitato a marzo e tornò a Tbilisi.
Iliazd è uno dei principali organizzatori dei "Balli Russi" di Montparnasse, che riunivano l'intera comunità artistica del periodo tra le due guerre, e di avvenimenti artistici, tra cui quella del Coeur à Barbe, il cui tempestoso andamento segnò la rottura tra dadaisti e surrealisti.
Iliazd era affascinato dalla biografia di persone che si caratterizzarono per il loro pensiero originale, per la loro indipendenza dai valori e dalle linee guida del loro tempo e per la tenacia con cui hanno seguito le loro visioni; era per questi motivi un ammiratore dell'umanista e viaggiatore italiano del XV secolo Ciriaco d'Ancona, il padre dell'archeologia, e prendendo spunto dalla sua attività di navigatore e ricercatore di monumenti antichi, compì un viaggio in barca lungo la costa greca sulle sue orme e raggiunse Creta, per vedere e misurare i monumenti dell'isola, e annotare i dati raccolti in un diario di viaggio. In particolare, studiò la chiesa di Kissamos.
Benché vivesse a Parigi, nel Quartiere Latino, in rue Mazarine, soggiornò e lavorò anche nel villaggio di Trigance, nell'alta valle del Varo, zona che gli ricordava i paesaggi montani della sua nativa Georgia; si interessò di storia locale, svolgendo ricerche sugli antichi signori del luogo e collezionando oggetti che testimoniano la vita tradizionale.
Morì nel 1975; fu sepolto nel settore georgiano del cimitero di Leuville-sur-Orge.